# Daltonia brevipedunculata
Daltonia brevipedunculata är en bladmossart som beskrevs av Mitten 1859. Daltonia brevipedunculata ingår i släktet Daltonia och familjen Daltoniaceae. Inga underarter finns listade i Catalogue of Life.